# パックンたまご (MBSラジオ)
パックンたまごは、MBSラジオで放送されていたラジオ番組。
本項では2010年に放送された『われらイマドキッ!〜DOKIDOKI商品研究所〜』（われらいまどきっどきどきしょうひんけんきゅうじょ）についても記載する。

## 概要
2010年春の番組改編で、『イマドキッ』の1番組『われらイマドキッ!〜DOKIDOKI商品研究所〜』として番組開始。ただし、番組第1回の本編は『もっとイマドキッ』の最終回が放送されたため、正式には翌17日放送回より放送開始。スポンサーはアイフリーク。
主にモデルで結成された「ドキドキガールズ」が、MCと共にドキドキすることを実現させていく番組だった。
2010年秋の番組改編で、アナウンサーやモデルの「卵」と言われるミスキャンパス(女子大生)に最新の流行を直接聞き出していく番組『パックンたまご』にリニューアルされた。
女子大生たちは「パックンキャンパーズ」(2010年11月5日までは「パックンキャンパス」)と呼ばれた。東京の女子大生は「東京校」の学生としてMCと同じく東京支社スタジオから、関西の女子大生は「大阪校」の学生としてスタジオとSkypeを結んで放送。
収録日である隔週木曜日20:00 - 21:00にはUstream配信でパックンキャンパーズの楽屋を映像生配信していた。
2014年3月28日未明（27日深夜）放送回で最終回。

## 放送時間
パックンたまご
- 2013年1月11日 - 2014年3月28日:毎週金曜日2:00 - 3:00（木曜深夜）
- 2011年10月31日 - 2013年1月7日:毎週月曜日1:30 - 2:30（日曜深夜）
- 2010年10月9日 - 2011年10月22日:毎週土曜日1:00 - 2:00（金曜深夜）

われらイマドキッ!〜DOKIDOKI商品研究所〜
- 2010年4月10日 - 2010年10月2日:毎週日曜日0:30 - 1:20（土曜深夜）

### 変遷
| 期間       | 期間       | 放送時間（日本時間）       | タイトル                                |
| ---------- | ---------- | -------------------------- | --------------------------------------- |
| 2010.04.10 | 2010.10.02 | 日曜日 0:30 - 1:20（50分） | われらイマドキッ!〜DOKIDOKI商品研究所〜 |
| 2010.10.09 | 2011.10.22 | 土曜日 1:00 - 2:00（60分） | パックンたまご                          |
| 2011.10.31 | 2013.01.07 | 月曜日 1:30 - 2:30（60分） | パックンたまご                          |
| 2013.01.11 | 2014.03.28 | 金曜日 2:00 - 3:00（60分） | パックンたまご                          |

## 出演者

### 最終回時の出演者
MC
- TETSUYA（L'Arc〜en〜Ciel）
- 桂三度
- 敦士
- 逸見太郎

パックンキャンパーズ
- 東京校
  - 木村好珠（東邦大学）
  - 岡田紗佳（青山学院大学）
  - 今川富美子（聖心女子大学）
  - 川上リサ（慶應義塾大学）
  - 森山サキ（専修大学）
  - 坂井古都（駒澤大学）
  - ジェニー（桜美林大学）

- 大阪校
  - 吉川亜紀（関西学院大学）

### 歴代出演者

#### われらイマドキッ!〜DOKIDOKI商品研究所
レギュラー
- 西川貴教(T.M.Revolution)
- TETSUYA(L'Arc〜en〜Ciel)
- 宮野真守

ミニコーナーサンデーヒーリング
- 星ひとみ

ドキドキガールズ

- 青山レイラ
- 澤山璃奈
- 滝川英治
- 菜々緒
- 星野加奈

- 松本アキ
- 三浦葵
- 宮田聡子
- 村井ゆみこ
- 森摩耶

#### パックンたまご
レギュラー
- 西川貴教(T.M.Revolution、2010年10月9日 - 2011年11月7日)
- TETSUYA(L'Arc〜en〜Ciel、2010年10月9日 - 2014年3月28日)
- 宮野真守(2010年10月9日 - 2011年11月7日)
- 桂三度(2010年12月4日 - 2014年3月28日)
- 敦士(2011年11月14日 - 2014年3月28日)
- 逸見太郎(2011年11月14日 - 2014年3月28日)

ミニコーナー 一戸美幸の放課後パックン
- 一戸美幸(2012年4月23日 - 2012年10月15日)

パックンキャンパーズ

- 木村好珠(東邦大学、2010年10月9日 - 2014年3月28日)
- 森本明日香(成蹊大学、2010年10月9日 - 2011年11月7日)
- 菜々緒(共立女子大学、2010年10月9日 - 2011年4月16日)
- 安部佳央里(共立女子大学、2010年10月9日 - 2011年4月16日)
- 江川瑞季(上智短期大学、2010年10月9日 - 2010年11月27日)
- 岩田明子(横浜市立大学、2010年10月9日 - 2010年10月16日)
- 宮崎憲子(東京理科大学、2010年10月9日 - 2010年10月16日)
- 松岡史子(同志社大学、2010年10月9日 - 2010年10月16日)
- 薄田沙誉(同志社大学、2010年10月9日 - 2010年11月27日)
- 早川真理恵(上智大学、2010年10月23日 - 2011年4月16日)
- 吉川亜紀(関西学院大学、2010年10月23日 - 2014年3月28日)
- 外薗真衣(同志社女子大学、2010年10月30日)
- 清水芹夏(青山学院女子短期大学、2011年2月5日 - 2011年4月16日)
- 寸田加奈絵(日本大学、2011年2月5日 - 2011年11月7日)
- 冨張愛(中央大学、2011年2月5日 - 2012年4月16日)
- 山居瑠里子(立命館大学、2011年2月5日 - 2012年4月16日)
- 村上まりな(明治学院大学、2011年4月23日 - 2011年11月7日)
- 一戸美幸(東京家政大学、2011年5月7日 - 2012年4月16日)
- 佐藤みき(駒沢女子大学、2011年5月7日 - 2011年11月7日)
- 大貫彩香(東京工芸大学、2011年5月7日 - 2011年11月7日)
- 広瀬麻百合(立教大学、2011年5月7日 - 2011年11月7日)
- 細野さつき(上智大学、2011年11月14日 - 2012年4月16日)
- 池田ショコラ(目白大学、2011年11月14日 - 2012年4月16日)
- 近藤乙生(立教女学院短期大学、2011年11月14日 - 2012年4月16日)
- 村上真優(学習院女子大学、2011年11月14日 - 2012年4月16日)
- 原田京奈(専修大学、2012年4月23日 - 2013年4月12日)
- 関根彩蘭(東京国際大学、2012年4月23日 - 2013年4月12日)
- 海本梨菜(日本大学、2012年4月23日 - 2013年4月12日)
- 伊倉愛美(青山学院女子短期大学、2012年4月23日 - 2012年6月11日)
- 太田葉子(日本大学、2012年4月23日 - 2012年6月11日)
- 堤ゆきみ(国士舘大学、2012年4月23日 - 2012年6月11日)
- 小川あずさ(東京理科大学、2012年4月23日 - 2012年6月11日)
- 荒井志依奈(大東文化大学、2012年5月7日 - 2012年10月15日)
- 岡崎由佳(麻布デンタルアカデミー、2012年5月7日 - 2013年4月12日)
- 市ノ瀬由紀(早稲田大学、2012年6月18日 - 2012年10月15日)
- 片山萌美(麗澤大学、2012年10月22日 - 2013年4月12日)
- 越塚麻未(日本女子大学、2012年10月22日 - 2013年4月12日)
- 柑乃美優(日本大学、2012年10月22日 - 2013年4月12日)
- 今川富美子(聖心女子大学、2013年4月19日 - 2014年3月28日)
- 岡田紗佳(青山学院大学、2013年4月19日 - 2014年3月28日)
- 川上リサ(慶應義塾大学、2013年4月19日 - 2014年3月28日)
- 坂井古都(駒澤大学、2013年4月19日 - 2014年3月28日)
- 森山サキ(専修大学、2013年4月19日 - 2014年3月28日)
- 夏江紘実(成城大学、2013年4月19日 - 2013年7月19日)
- ジェニー(桜美林大学、2013年7月26日 - 2014年3月28日)

## 話題
- 番組開始に先駆け、イナズマロックフェス2010会場で、番組ジングルを収録した。
- 2011年1月1日は新春特別編成のため放送休止。
- 2011年1月8日放送分でMCの4人（西川、TETSUYA、宮野、ナベアツ）が初めて揃った。
- 2011年3月12日、19日は東北地方太平洋沖地震の影響によって特別編成となり、放送が休止された（4月9日に「ディレクターズカット版」という形で再構成したものを振替放送）。
- 2012年4月23日より10月15日までの期間は、最後の5分間にミニコーナー「一戸美幸の放課後パックン」が設けられ、本編の放送時間が55分間となっていた。

## スタッフ
- プロデューサー：神津梓
- 放送作家 ：松本真一